# 阿卡德人
阿卡德人（德語：Akkader）指两河流域古代生活的、使用阿卡德语的人群。阿卡德语是一种东部的闪米特语，因此阿卡德人也被视作闪米特人的一支。在古代人眼里不存在「阿卡德人」或「苏美尔人」的概念，这两个概念是今天的学者们为了区分两种语言的使用者而人为设置的。
阿卡德人在前4千纪伴随闪米特人的扩散而来到两河流域定居，同当地生活的苏美尔人长期杂居，学习了他们的文化生活。阿卡德人与苏美尔人在文化上差异很小，仅仅在语言上迥然不同。在苏美尔早王朝时期，阿卡德人可能就已经深入了苏美尔人文明的日常生活中。
阿卡德人建立的城邦有马里、纳加尔、阿舒尔、阿卡德等，分布在两河流域北部地区。在前24世纪，阿卡德城的萨尔贡击败了南方翁玛城邦的卢伽扎格西，由通过数次远征，将阿卡德城邦的王权范围扩大到整个两河流域。阿卡德帝国由此成型，正因为阿卡德帝国的辉煌历史，这些闪米特人的语言才被叫做阿卡德语，而他们自己也被现代人称作阿卡德人。
前21世纪，在乌尔第三王朝统治时，阿卡德人与苏美尔人渐渐融为一体，形成文化共享、无法分离的苏美尔-阿卡德人（Sumero-Akkadians）。虽然阿摩利人的入侵摧毁了乌尔第三王朝，但阿卡德语仍然是两河流域的主导性语言，因此接下来的巴比伦、亚述等国家都可以说是阿卡德人建立的国家。
自前10世纪新亚述帝国开始，亚兰人向两河流域大规模迁徙，其语言动摇了阿卡德语的稳定地位。随着阿契美尼德王朝消灭阿卡德人的独立政权、推广帝国亚兰文，阿卡德人渐渐失去了自己的语言和文字，变成了古典时代的亚兰人与曼达安人。
阿卡德语的残留使用一直延续到公元前後。
1. ↑  Walter de Gruyter & Co. . : 62.
2. ↑  于殿利. . 北京师范大学出版社. 2013: 14-15. ISBN 9787303167159.